# Recopa Sudamericana 2018
De Recopa Sudamericana 2018 was de 26ste editie van de Zuid-Amerikaanse supercup die jaarlijks gespeeld wordt in het Zuid-Amerikaanse voetbal tussen de winnaars van de CONMEBOL-competities Copa Libertadores en Copa Sudamericana.

## Gekwalificeerde teams
| Team          | Kwalificatie                   | Vorige deelnames       |
| ------------- | ------------------------------ | ---------------------- |
| Gremio        | Winnaar Copa Libertadores 2017 | 1 (1996)               |
| Independiente | Winnaar Copa Sudamericana 2017 | 3 (1995 ,1996 , 2011 ) |

## Wedstrijdinfo

### 1e wedstrijd
|                                    |                   |     |          | |
| 14 februari 2018 21:00 uur (UTC-3) | Independiente     | 1–1 | Grêmio   | Estadio Libertadores de América, Avellaneda Toeschouwers: 47.000 Scheidsrechter: Roddy Zambrano ( Ecuador) |
| 14 februari 2018 21:00 uur (UTC-3) | Cortez 33' (e.d.) |     | Luan 21' | Estadio Libertadores de América, Avellaneda Toeschouwers: 47.000 Scheidsrechter: Roddy Zambrano ( Ecuador) |

### 2e wedstrijd
|                                    |                                 |     |                                              |                                                                                                |
| 21 februari 2018 21:45 uur (UTC-3) | Grêmio                          | 0–0 | Independiente                                | Arena do Grêmio, Porto Alegre Toeschouwers: 42.921 Scheidsrechter: Enrique Cáceres ( Paraguay) |
| 21 februari 2018 21:45 uur (UTC-3) |                                 |     |                                              | Arena do Grêmio, Porto Alegre Toeschouwers: 42.921 Scheidsrechter: Enrique Cáceres ( Paraguay) |
| 21 februari 2018 21:45 uur (UTC-3) | Strafschoppen                   |     |                                              | Arena do Grêmio, Porto Alegre Toeschouwers: 42.921 Scheidsrechter: Enrique Cáceres ( Paraguay) |
| 21 februari 2018 21:45 uur (UTC-3) | Maicon Cícero Jael Éverton Luan | 5–4 | * Gaibor - Meza - Domingo - Romero - Benítez | Arena do Grêmio, Porto Alegre Toeschouwers: 42.921 Scheidsrechter: Enrique Cáceres ( Paraguay) |